# Pawło Chnykin
Pawło Wiktorowicz Chnykin (ukr. Павло Вікторович Хникін; ur. 5 kwietnia 1969 w Swierdłowsku) – ukraiński pływak, reprezentant ZSRR oraz Wspólnoty Niepodległych Państw. Dwukrotny wicemistrz olimpijski, trzykrotny medalista mistrzostw Europy, medalista uniwersjady, czterokrotny olimpijczyk (Barcelona, Atlanta, Sydney, Ateny).

## Przebieg kariery
W 1991 wywalczył w barwach ZSRR złoty medal mistrzostw Europy w konkurencji sztafety 4 × 100 m st. dowolnym. Jako reprezentant Wspólnoty Niepodległych Państw na igrzyskach olimpijskich w Barcelonie otrzymał dwa srebrne medale – w konkurencjach 4 × 100 m st. dowolnym (w finale drużyna z jego udziałem uzyskała czas 3:17,56) oraz 4 × 100 m st. zmiennym (drużyna uzyskała w finale czas 3:38,56 będący ówcześnie nowym rekordem Europy). Także podczas tych igrzysk zajął 4. pozycję w konkurencji 100 m st. motylkowym. W 1993 otrzymał już jako reprezentant Ukrainy drugi medal mistrzostw Europy, tym razem wywalczył brąz w konkurencji 100 m st. dowolnym. W 1994 zadebiutował na mistrzostwach świata, jednak nie wywalczył na nich medalu, najlepszy bowiem rezultat zanotował w konkurencji 50 m st. dowolnym, gdzie awansował do finału i zajął 7. pozycję. Bez medalu wyjechał również z rozgrywanych rok później mistrzostw Europy w Wiedniu, gdzie zajął 6. i 4. pozycję w konkursach pływackich stylem dowolnym na dystansie odpowiednio 50 i 100 m.
W swym drugim występie olimpijskim, który miał miejsce w Atlancie, wystartował w czterech konkurencjach, w żadnej z nich nie otrzymał krążka. W konkurencji 50 m st. dowolnym odpadł już w eliminacjach, gdzie uzyskał czas 53,58 i zajął w tabeli wyników 17. pozycję; w konkurencji 100 m st. dowolnym awansował do finału, gdzie uzyskał rezultat czasowy 49,65 plasujący go na 6. pozycji; w konkurencji 100 m st. motylkowym uzyskał czas 53,58 i zajął 8. pozycję; natomiast w konkurencji 4 × 100 m st. zmiennym on z kolegami z drużyny zajął 9. pozycję z czasem 3:42,29.
W 2000 wystąpił na mistrzostwach Europy, gdzie zdobył brązowy medal w konkurencji 4 × 100 m st. zmiennym. Był uczestnikiem igrzysk olimpijskich w Sydney, podobnie jak cztery lata wcześniej nie zdobył żadnego medalu. W konkurencji 100 m st. dowolnym zajął 27. pozycję z czasem 50,63 a w konkurencji 4 × 100 m tym samym stylem zajął 12. pozycję z czasem 3:21,48. Natomiast w ramach igrzysk olimpijskich w Atenach wystąpił tylko w jednej konkurencji – w rywalizacji sztafet 4 × 100 m st. dowolnym zajął 10. pozycję z rezultatem czasowym 3:18,95. Po raz ostatni w zawodach międzynarodowych wystąpił na mistrzostwach świata w Montrealu, gdzie wystartował w konkurencji 4 × 100 m st. dowolnym i zespół z jego udziałem uplasował się na 11. pozycji.
Jest medalistą uniwersjady, w 1993 roku otrzymał na rozgrywanej w Buffalo uniwersjadzie brązowy medal w konkurencji 100 m st. dowolnym.
W swej karierze wielokrotnie uczestniczył w pływackich zawodach Pucharu Świata, w latach 1991-1997 wygrał siedem konkursów.

## Rekordy życiowe
| Konkurencja               | Data             | Miejsce       | Rezultat   |
| Basen 50 m                | Basen 50 m       | Basen 50 m    | Basen 50 m |
| ------------------------- | ---------------- | ------------- | ---------- |
| 50 m stylem dowolnym      | 20 grudnia 1994  | Bordeaux      | 22,78      |
| 100 m stylem dowolnym     | 22 lipca 1996    | Atlanta       | 49,65      |
| 50 m stylem motylkowym    | 3 lipca 2000     | Helsinki      | 24,45      |
| 100 m stylem motylkowym   | 24 lipca 1996    | Atlanta       | 53,25      |
| 4 × 100 m stylem dowolnym | 18 sierpnia 1991 | Ateny         | 3:17,11    |
| 4 × 100 m stylem zmiennym | 31 lipca 1992    | Barcelona     | 3:38,56    |
| Basen 25 m                |                  |               |            |
| 50 m stylem dowolnym      | 11 lutego 1996   | Gelsenkirchen | 22,34      |
| 100 m stylem dowolnym     | 11 lutego 1996   | Gelsenkirchen | 48,97      |
| 50 m stylem motylkowym    | 26 marca 1994    | Paryż         | 24,26      |
| 100 m stylem motylkowym   | 27 grudnia 1994  | Reunion       | 52,96      |

Źródło: 